# Золотарёв, Анатолий Иванович
Анатолий Иванович Золотарёв (1 июля 1934, село Годуновка — 15 мая 2006, Киев) — советский государственный и хозяйственный деятель, последний министр промышленности строительных материалов УССР, заслуженный работник промышленности Украины, народный депутат Украины 2-го созыва.

## Биография
Родился 1 июля 1934 (село Годуновка, Глуховский район, Сумская область) в семье служащих; русский; жена Елена Николаевна (1935) — преподаватель педагогического училища; сын Вадим (1961) — старший научный сотрудник Харьковского института радиоэлектроники НАНУ.
Образование: Киевский политехнический институт (1958), горный инженер.
Народный депутат Украины 2-го созыва с августа 1994 (2-й тур), Лебединский избирательный округ № 352 Сумская область, выдвинут трудовым коллективом. Член Комиссии по вопросам Чернобыльской катастрофы. Член группы «Независимые». 3 сентября 1996 — Верховная Рада Украины досрочно прекратила полномочия народного депутата.
- С 1958 — горный мастер шахты «Кочегарка», Донецкая область.
- 1959—1962 — начальник цеха, главный инженер Заруцкого известкового завода, Сумская область.
- С 1962 — начальник Харьковского кирпичного завода «Комсомолец».
- 1964 — начальник каменно-щебеночного завода в селе Подстепное Днепропетровской области.
- С 1965 — директор Харьковского кирпичного завода «Комсомолец».
- С 1968 — руководитель треста «Харьковстройматериалы».
- С января 1976 года — генеральный директор объединения «Харьковстройматериалы».
- С июля 1979 — директор Харьковского плиточного завода.
- С апреля 1986 — заместитель Министра промышленности строительных материалов УССР, с июля 1990 до ликвидации должности — Министр.
- июль 1991-21 февраля 2000 — председатель Украинской государственной корпорации промышленности строительных материалов «Укрстройматериалы»).

Умер 15 мая 2006 года. Похоронен на Байковом кладбище Киева.

## Награды
- Заслуженный работник промышленности Украины (июнь 1994)[1].
- Почетная Грамота Президиума Верховного Совета УССР (1984).
- Орден Трудового Красного Знамени (1986).
- Почетная грамота Кабинета Министров Украины (февраль 2000).

Государственный служащий 1-го ранга (июнь 1994).